# Mondo Cane (album)
Mondo Cane – album studyjny amerykańskiego wokalisty Mike'a Pattona. Wydawnictwo ukazało się 4 maja 2010 roku nakładem wytwórni muzycznej Ipecac Recordings. Na płycie znalazły się interpretacje tradycyjnej włoskiej muzyki popularnej z lat 50. i 60. XX w. zarejestrowane przez Pattona z udziałem orkiestry symfonicznej. Nagrania dotarły m.in. do 2. miejsca listy Billboard Classical Albums w Stanach Zjednoczonych.

## Lista utworów
Opracowano na podstawie materiału źródłowego.
1. "Il cielo in una stanza" (Gino Paoli, Mina) – 3:55
2. "Che notte!" (Fred Buscaglione, Leo Chiosso) – 3:18
3. "Ore d'amore" (Bert Kaempfert, Carl Sigman, Franco Migliacci, Fred Bongusto, Herbert Rehbein) – 2:52
4. "Deep Down" (Ennio Morricone) – 3:21
5. "Quello che conta" (Ennio Morricone, Luciano Salce) – 4:03
6. "Urlo Negro" (The Blackmen) – 2:49
7. "Scalinatella" (Enzo Bonagura, Giuseppe Cioffi, Roberto Murolo) – 3:15
8. "L'uomo che non sapeva amare" (Elmer Bernstein, Mogol, Nico Fidenco, Vito Pallavicini) – 3:17
9. "20 km al giorno" (Mogol, Nicola Arigliano, Pino Massara) – 2:55
10. "Ti offro da bere" (Gianni Meccia, Gianni Morandi) – 2:27
11. "Senza fine" (Enzo Gragnaniello, Gino Paoli, Ornella Vanoni) – 4:37

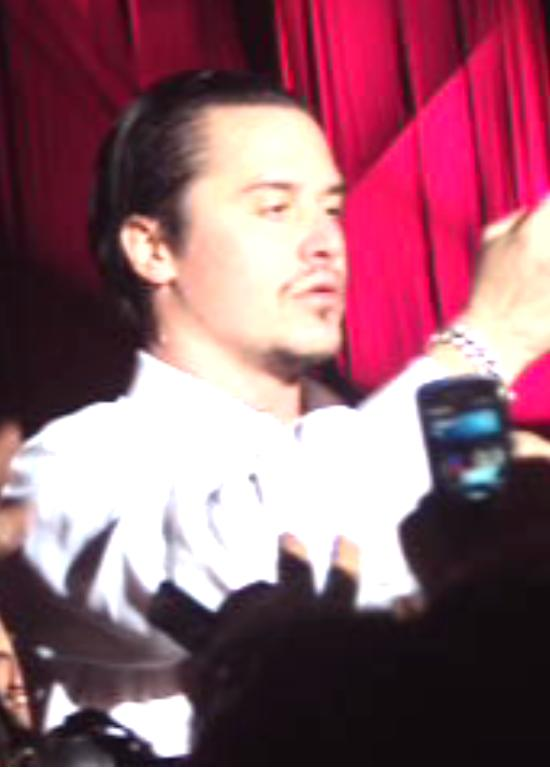
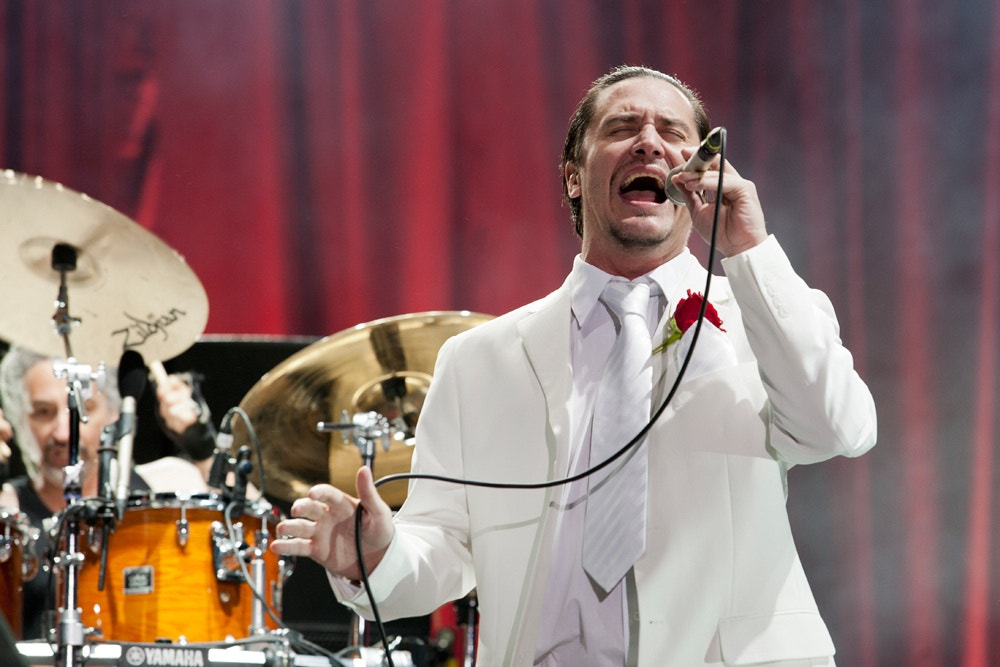
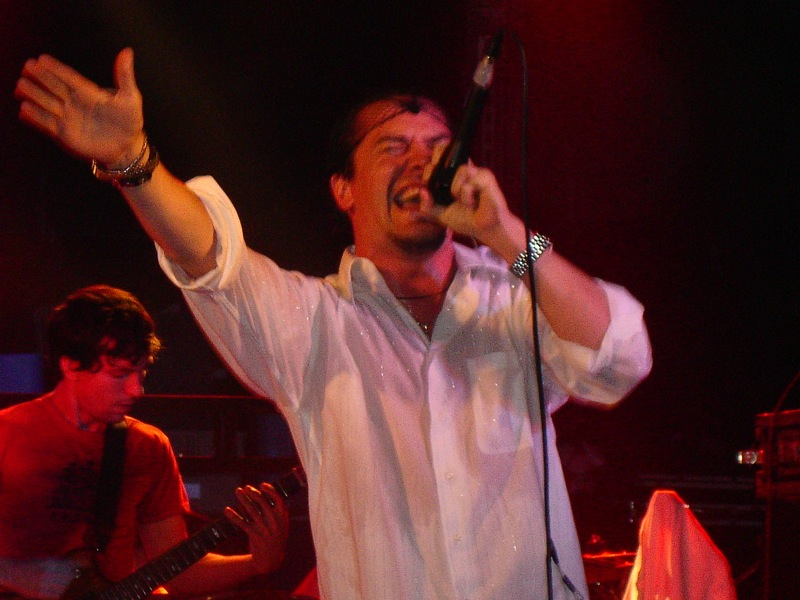
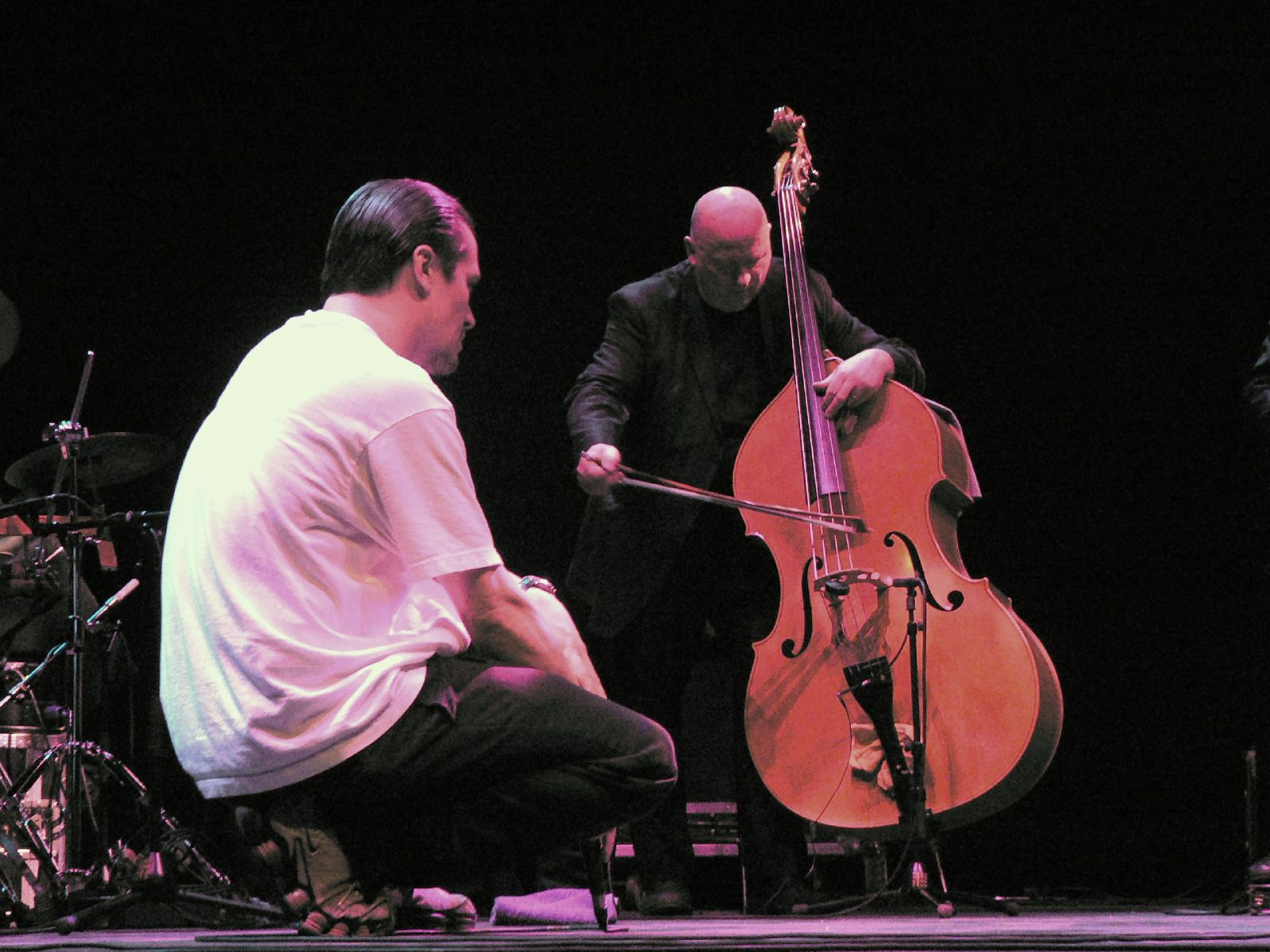
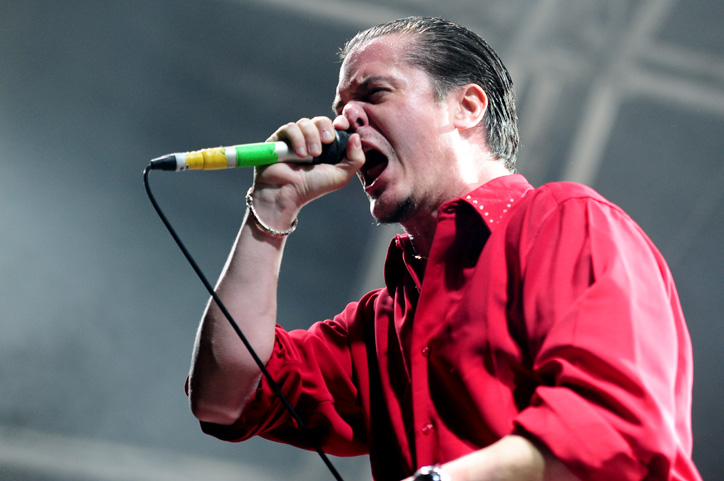

## Listy sprzedaży
| Lista                        | Kraj              | Pozycja |
| ---------------------------- | ----------------- | ------- |
| Billboard Top Heatseekers    | Stany Zjednoczone | 7.      |
| Billboard Independent Albums | Stany Zjednoczone | 41.     |
| Billboard Classical Albums   | Stany Zjednoczone | 2.      |
| YLE                          | Finlandia         | 44.     |
| FIMI                         | Włochy            | 75.     |
| Schweizer Hitparade          | Szwajcaria        | 81.     |